# Murat Briere
Murat Briere o Murat Brierre (1938 - 1988) fue un pintor y escultor de Haití. Nacido en Port-au-Prince;  Briere esculpió trabajos reflejando tanto temas cristianos como del Vudú. Sus trabajos se encuentran dispersos en los Estados Unidos, México, Jamaica, y en el Panteón  Nacional de Haití.
Sus esculturas, de estilo figurativo, están recortadas en láminas de metal.· Es uno de los principales escultores en metal de Haití. Estuvo influido por George Liautaud, pero sus trabajos adquirieron su propio estilo, altamente experimental, en ocasiones centrado en figuras multifacéticas y conjuntadas, con elementos de personificación fantásticos, y niños no natos dentro de criaturas más grandes.··